# Các thánh tử đạo Việt Nam
Các thánh tử đạo Việt Nam là danh sách những tín hữu Công giáo người Việt hoặc thừa sai ngoại quốc được Giáo hội Công giáo Rôma tuyên thánh với lý do tử đạo. Trong lịch sử Công giáo tại Việt Nam, ước tính có đến hàng trăm ngàn người đã tử vì đạo để làm chứng cho đức tin Kitô giáo. Trong số đó có 117 người đã được Giáo hoàng Gioan Phaolô II tuyên Thánh vào ngày 19 tháng 6 năm 1988.
Lễ kính chung cho các Thánh tử đạo Việt Nam là ngày 24 tháng 11, được Giáo hội Công giáo khắp thế giới cử hành với bậc lễ theo Lịch Chung Rôma là lễ nhớ. Riêng Giáo hội Việt Nam còn cử hành lễ kính trọng thể vào Chúa nhật giữa tháng 11, trước lễ Chúa Kitô Vua. Trước đây, lễ kính các chân phước tử đạo Việt Nam được cử hành vào chủ nhật đầu tiên của tháng 9.

## Thống kê

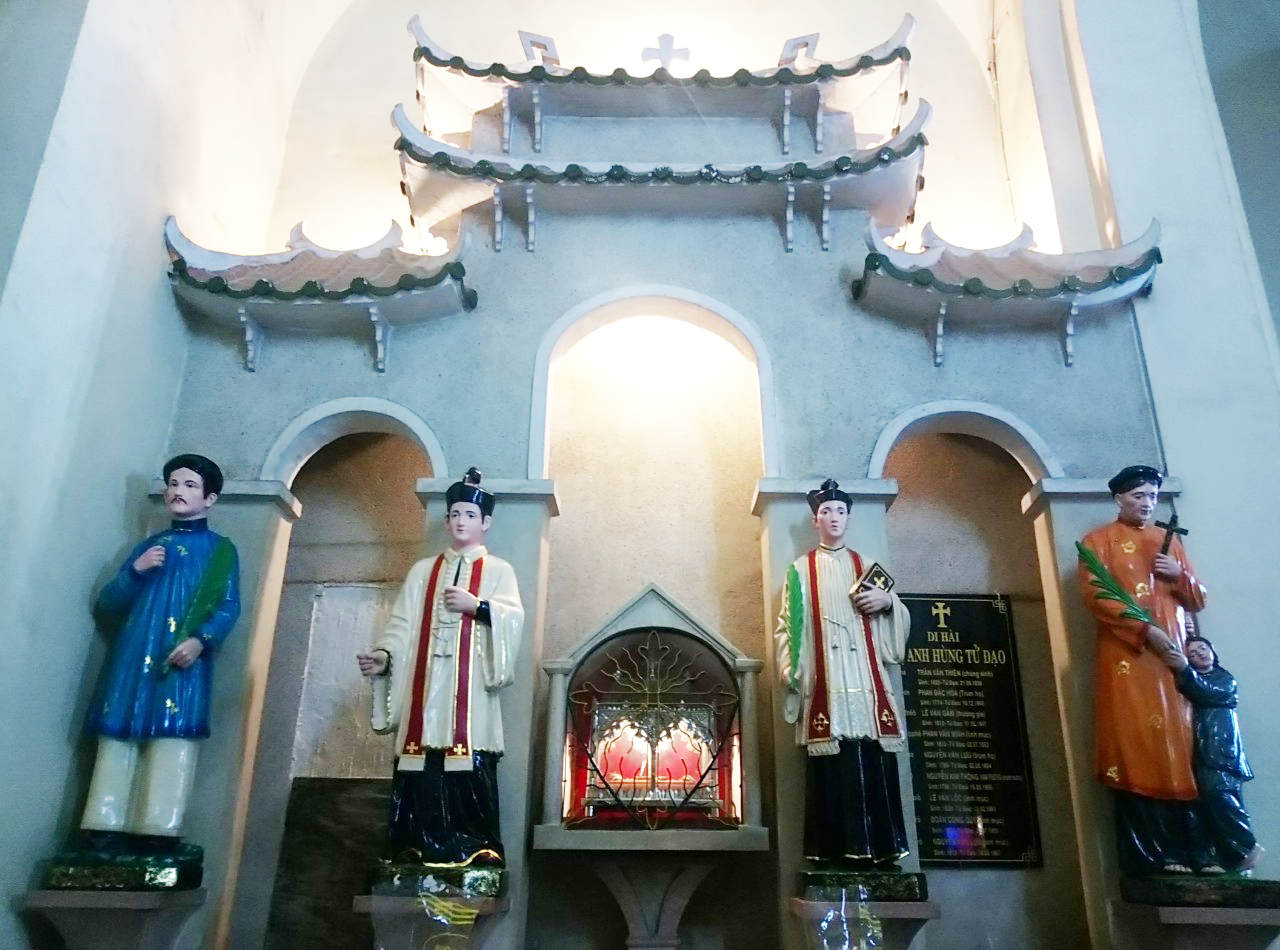
Tượng Thánh tử đạo Việt Nam trong Nhà thờ chính tòa Đức Bà Sài Gòn

Theo quốc tịch, 117 Thánh Tử đạo Việt Nam được chia ra như sau:
- 11 người gốc Tây Ban Nha: 6 giám mục và 5 linh mục dòng Đa Minh,
- 10 người gốc Pháp: 2 giám mục và 8 linh mục thuộc Hội Thừa sai Paris,
- 96 người Việt: 37 linh mục và 59 giáo dân - trong đó có 14 thầy giảng, 1 chủng sinh và một phụ nữ là bà Anê Lê Thị Thành.

Theo Việt sử, những người này đã bị giết trong những đời vua chúa sau đây:
- 2 người dưới thời chúa Trịnh Doanh (1740-1767)
- 2 người dưới thời chúa Trịnh Sâm (1767-1782)
- 2 người do sắc lệnh của vua Cảnh Thịnh (1782-1802),
- 58 người dưới thời vua Minh Mạng (1820-1841),
- 3 người dưới thời vua Thiệu Trị (1841-1847),
- 50 người dưới thời vua Tự Đức (1847-1883).

Trong thế kỷ 18 và 19, có khoảng từ 130 ngàn đến 300 nghìn người Công giáo đã chết vì đạo; riêng trong thời gian từ 1857 đến 1862, có khoảng 5 nghìn tín hữu bị giết, khoảng 40 nghìn tín hữu cùng 215 giáo sĩ, tu sĩ nam nữ đã bị bắt, bỏ tù hay lưu đày vì đạo. Trong số đó có 117 vị, tử đạo từ 1745 đến 1862, được Giáo hội Công giáo Rôma tôn vinh Chân phước qua bốn đợt:
- Ngày 27 tháng 5 năm 1900 (thời Giáo hoàng Lêô XIII): 64 người
- Ngày 20 tháng 5 năm 1906 (thời Giáo hoàng Piô X): 8 người
- Ngày 2 tháng 5 năm 1909 (thời Giáo hoàng Piô X): 20 người
- Ngày 29 tháng 4 năm 1951 (thời Giáo hoàng Piô XII): 25 người

Họ được tuyên Thánh vào ngày 19 tháng 6 năm 1988.

## Danh sách 117 Thánh tử đạo Việt Nam
| Thứ tự | Tên Thánh - Tên gọi             | Chức vụ                     | Sinh                                         | Tử đạo                                    | Hình thức     |
| ------ | ------------------------------- | --------------------------- | -------------------------------------------- | ----------------------------------------- | ------------- |
| 1      | Petrus Almato Bình              | Linh mục Dòng Đa Minh       | 1830 San Feliz Saserra, Tây Ban Nha.         | 1 tháng 11 năm 1861 Hải Dương.            | Xử trảm       |
| 2      | Matteo Alonzo Leciniana Đậu     | Linh mục Dòng Đa Minh       | 1702 Nava del Rey, Tây Ban Nha.              | 22 tháng 1 năm 1745 Thăng Long.           | Xử trảm       |
| 3      | Valentinô Berrio Ochoa Vinh     | Giám mục Dòng Đa Minh       | 1827 Elorrio (Vizcaya), Tây Ban Nha.         | 1 tháng 11 năm 1861 Hải Dương.            | Xử trảm       |
| 4      | Jean-Louis Bonnard Hương        | Linh mục Hội Thừa Sai Paris | 1824 Saint-Christo-em-Jarez, Pháp.           | 1 tháng 5 năm 1852 Nam Định.              | Xử trảm       |
| 5      | Phaolô Tống Viết Bường          | Quan thị vệ                 | ?1773 Phủ Cam, Huế.                          | 23 tháng 10 năm 1833 Thợ Đúc, Thừa Thiên. | Xử trảm       |
| 6      | Đa Minh Cẩm                     | Linh mục Dòng Đa Minh       | 1810 Cẩm Chương, Bắc Ninh.                   | 11 tháng 3 năm 1859 Ba Tòa, Hưng Yên.     | Xử trảm       |
| 7      | Phanxicô Xaviê Cần              | Thầy giảng                  | 1803 Sơn Miêng, Hà Đông.                     | 20 tháng 11 năm 1837 Ô Cầu Giấy.          | Xử trảm       |
| 8      | Giuse Hoàng Lương Cảnh          | Y sĩ, Trùm họ Dòng Đa Minh  | 1763 Làng Ván, Bắc Giang.                    | 5 tháng 9 năm 1838 Bắc Ninh.              | Xử trảm       |
| 9      | Jacinto Castaneda Gia           | Linh mục Dòng Đa Minh       | 1743 Javita, Tây Ban Nha.                    | 7 tháng 11 năm 1773 Đồng Mơ, Thăng Long   | Xử trảm       |
| 10     | Phanxicô Đỗ Văn Chiểu           | Thầy giảng                  | 1797 Trung Lễ, Liên Thùy, Nam Định.          | 12 tháng 6 năm 1838 Nam Định.             | Xử trảm       |
| 11     | Gioan Baotixita Cỏn             | Lý trưởng                   | 1805 Kẻ Báng, Nam Định.                      | 8 tháng 11 năm 1840 Bảy Mẫu, Nam Định.    | Xử trảm       |
| 12     | Jean-Charles Cornay Tân         | Linh mục Hội Thừa Sai Paris | 1809 Loudun, Poitiers, Pháp.                 | 20 tháng 9 năm 1837 Sơn Tây.              | Xử lăng trì   |
| 13     | Etienne-Théodore Cuénot Thể     | Giám mục Hội Thừa Sai Paris | 1802 Bélieu, Besancon, Pháp.                 | 14 tháng 11 năm 1861 Bình Định.           | Chết trong tù |
| 14     | Clementé Ignacio Delgaho Y      | Giám mục Dòng Đa Minh       | 1761 Villa Felice, Tây Ban Nha.              | 21 tháng 7 năm 1838 Nam Định.             | Chết trong tù |
| 15     | José María Díaz Sanjuro An      | Giám mục Dòng Đa Minh       | 1818 Santa Eulalia de Suegos, Tây Ban Nha.   | 20 tháng 7 năm 1857 Nam Định.             | Xử trảm       |
| 16     | Tôma Đinh Viết Dụ               | Linh mục Dòng Đa Minh       | 1783 Phú Nhai, Nam Định.                     | 26 tháng 11 năm 1839 Bảy Mẫu, Nam Định.   | Xử trảm       |
| 17     | Bênađô Vũ Văn Duệ               | Linh mục                    | 1755 Quần Anh, Nam Định.                     | 1 tháng 8 năm 1838 Bảy Mẫu, Nam Định.     | Xử trảm       |
| 18     | Pierre Dumoulin-Borie Cao       | Giám mục Hội Thừa Sai Paris | 1808 Beynat, Tulle, Pháp.                    | 24 tháng 11 năm 1838 Đồng Hới.            | Xử trảm       |
| 19     | Anrê Trần An Dũng (Lạc)         | Linh mục                    | 1795 Bắc Ninh.                               | 21 tháng 12 năm 1839 Ô Cầu Giấy.          | Xử trảm       |
| 20     | Phêrô Đinh Văn Dũng             | Giáo dân                    | 1800 Doãn Trung, Thái Bình.                  | 6 tháng 6 năm 1862 Nam Định.              | Thiêu sống    |
| 21     | Vinh Sơn Phạm Văn Dương         | Thu thuế                    | 1821 Doãn Trung, Thái Bình.                  | 6 tháng 6 năm 1862 Nam Định.              | Thiêu sống    |
| 22     | Phaolô Vũ Văn Dương (Đổng)      | Giáo dân                    | 1792 Doãn Trung, Thái Bình.                  | 3 tháng 6 năm 1862 Nam Định.              | Xử trảm       |
| 23     | Phêrô Đa                        | Giáo dân                    | 1802 Ngọc Cục, Nam Định.                     | 17 tháng 6 năm 1862 Nam Định.             | Thiêu sống    |
| 24     | Đa Minh Đinh Đạt                | Binh sĩ                     | 1803 Phú Nhai, Nam Định.                     | 18 tháng 7 năm 1839 Nam Định.             | Xử giảo       |
| 25     | Gioan Đạt                       | Linh mục                    | 1765 Đồng Chuối, Hà Nam.                     | 28 tháng 10 năm 1798 Chợ Rạ, Thanh Hóa.   | Xử trảm       |
| 26     | Mátthêu Nguyễn Văn Đắc (Phượng) | Trùm họ                     | 1801 Kẻ Lái, Quảng Bình.                     | 26 tháng 5 năm 1861 Quảng Bình quan.      | Xử trảm       |
| 27     | Tôma Nguyễn Văn Đệ              | Giáo dân                    | 1810 Bồ Trang, Nam Định.                     | 19 tháng 12 năm 1839 Cổ Mễ, Bắc Ninh.     | Xử giảo       |
| 28     | Antôn Nguyễn Tiến Đích          | Trùm họ                     | 1769 Chi Long, Hà Nội.                       | 12 tháng 8 năm 1838 Bảy Mẫu, Nam Định.    | Xử trảm       |
| 29     | Vinh Sơn Nguyễn Thế Điểm        | Linh mục                    | 1761 Ân Đô, Quảng Trị.                       | 24 tháng 11 năm 1838 Đồng Hới.            | Xử giảo       |
| 30     | Phêrô Trương Văn Đường          | Thầy giảng                  | 1808 Kẻ Sở, Hà Nam.                          | 18 tháng 12 năm 1838 Sơn Tây.             | Xử giảo       |
| 31     | José Fernandez Hiền             | Linh mục Dòng Đa Minh       | 1775 Ventosa de la Cueva, Tây Ban Nha.       | 24 tháng 7 năm 1838 Nam Định.             | Xử trảm       |
| 32     | Francois-Isidore Gagelin Kính   | Linh mục Hội Thừa Sai Paris | 1799 Montperreux, Besancon, Pháp.            | 17 tháng 10 năm 1833 Bãi Dâu, Huế.        | Xử giảo       |
| 33     | Mátthêu Lê Văn Gẫm              | Thương gia                  | 1813 Gò Công, Biên Hòa.                      | 11 tháng 5 năm 1847 Chợ Đũi, Sài Gòn.     | Xử trảm       |
| 34     | Melchior Garcia Sampedro Xuyên  | Giám mục Dòng Đa Minh       | 1821 Cortes, Asturias, Tây Ban Nha.          | 28 tháng 7 năm 1858 Nam Định.             | Xử lăng trì   |
| 35     | Francisco Gil de Fedrich Tế     | Linh mục Dòng Đa Minh       | 1702 Tortosa, Cataluna, Tây Ban Nha.         | 22 tháng 1 năm 1745 Thăng Long.           | Xử trảm       |
| 36     | Đa Minh Nguyễn Văn Hạnh         | Linh mục Dòng Đa Minh       | 1772 Năng A, Nghệ An.                        | 1 tháng 8 năm 1838 Bảy Mẫu, Nam Định.     | Xử trảm       |
| 37     | Phaolô Trần Văn Hạnh            | Giáo dân                    | 1826 Chợ Quán, Gia Định.                     | 28 tháng 5 năm 1859 Sài Gòn.              | Xử trảm       |
| 38     | Domingo Henares Minh            | Giám mục Dòng Đa Minh       | 1765 Baena, Cordova, Tây Ban Nha.            | 25 tháng 6 năm 1838 Nam Định.             | Xử trảm       |
| 39     | Jerómino Hermosilla Liêm        | Giám mục Dòng Đa Minh       | 1880 S. Domingo de la Calzadar, Tây Ban Nha. | 1 tháng 11 năm 1861 Hải Dương.            | Xử trảm       |
| 40     | Giuse Ngô Duy Hiển              | Linh mục                    | 1775 Quần Anh, Nam Định.                     | 9 tháng 5 năm 1840 Bảy Mẫu, Nam Định.     | Xử trảm       |
| 41     | Phêrô Nguyễn Văn Hiếu           | Thầy giảng                  | 1783 Đồng Chuối, Hà Nam.                     | 28 tháng 4 năm 1840 Ninh Bình.            | Xử trảm       |
| 42     | Simon Phan Đắc Hòa              | y sĩ                        | 1878 Mai Vĩnh, Thừa Thiên.                   | 12 tháng 12 năm 1840 An Hòa, Thừa Thiên.  | Xử trảm       |
| 43     | Gioan Đoàn Trinh Hoan           | Linh mục                    | 1798 Kim Long, Thừa Thiên.                   | 26 tháng 5 năm 1861 Đồng Hới.             | Xử trảm       |
| 44     | Augustinô Phan Viết Huy         | Binh sĩ                     | 1795 Hạ Linh, Nam Định.                      | 13 tháng 6 năm 1839 Thuận An, Thừa Thiên. | Xử lăng trì   |
| 45     | Đa Minh Huyên                   | Giáo dân                    | 1817 Nam Hải, Thái Bình.                     | 5 tháng 6 năm 1862 Nam Định.              | Thiêu sống    |
| 46     | Lôrensô Nguyễn Văn Hưởng        | Linh mục                    | 1802 Kẻ Sải, Hà Nội.                         | 13 tháng 2 năm 1856 Ninh Bình.            | Xử trảm       |
| 47     | Micae Hồ Đình Hy                | Quan thái bộc               | 1808 Nhu Lâm, Thừa Thiên.                    | 22 tháng 5 năm 1857 An Hòa, Thừa Thiên.   | Xử trảm       |
| 48     | François Jaccard Phan           | Linh mục Hội Thừa Sai Paris | 1799 Onnion, Annecy, Pháp.                   | 21 tháng 9 năm 1838 Nhan Biều, Quảng Trị. | Xử giảo       |
| 49     | Đa Minh Phạm Trọng Khảm         | Quan án, Dòng Đa Minh       | 1779 Quần Cống, Nam Định.                    | 13 tháng 1 năm 1859 Nam Định.             | Xử giảo       |
| 50     | Giuse Nguyễn Duy Khang          | Thầy giảng                  | 1832 Trà Vy, Nam Định.                       | 6 tháng 12 năm 1861 Hải Dương.            | Xử trảm       |
| 51     | Phêrô Hoàng Khanh               | Linh mục                    | 1790 Hoa Duệ, Hà Tĩnh.                       | 12 tháng 7 năm 1842 Hà Tĩnh.              | Xử trảm       |
| 52     | Phêrô Vũ Đăng Khoa              | Linh mục                    | 1790 Thuận Nghĩa, Nghệ An.                   | 24 tháng 11 năm 1838 Đồng Hới.            | Xử trảm       |
| 53     | Phaolô Phạm Khắc Khoan          | Linh mục                    | 1771 Diên Mậu, Ninh Bình.                    | 28 tháng 4 năm 1840 Ninh Bình.            | Xử trảm       |
| 54     | Tôma Khuông                     | Linh mục Dòng Đa Minh       | 1780 Nam Hòa, Hưng Yên.                      | 30 tháng 1 năm 1860 Hưng Yên.             | Xử trảm       |
| 55     | Vinh Sơn Phạm Hiếu Liêm         | Linh mục Dòng Đa Minh       | 1732 Trà Lũ, Nam Định.                       | 7 tháng 11 năm 1773 Đồng Mơ, Thăng Long.  | Xử trảm       |
| 56     | Luca Vũ Bá Loan                 | Linh mục                    | 1756 Bút Đông, Hà Nam.                       | 5 tháng 6 năm 1840 Ô Cầu Giấy.            | Xử trảm       |
| 57     | Phaolô Lê Văn Lộc               | Linh mục                    | 1830 An Nhơn, Gia Định.                      | 13 tháng 2 năm 1859 Gia Định.             | Xử trảm       |
| 58     | Giuse Nguyễn Văn Lựu            | Trùm họ                     | 1790 Cái Nhum, Vĩnh Long.                    | 2 tháng 5 năm 1854 Vĩnh Long.             | Chết rũ tù    |
| 59     | Phêrô Nguyễn Văn Lựu            | Linh mục                    | 1812 Gò Vấp, Gia Định.                       | 7 tháng 4 năm 1861 Mỹ Tho.                | Xử trảm       |
| 60     | Đa Minh Mạo                     | Giáo dân                    | 1818 Ngọc Cục, Nam Định.                     | 16 tháng 6 năm 1862 Làng Cốc, Nam Định.   | Xử trảm       |
| 61     | Joseph Marchand Du              | Linh mục Hội Thừa Sai Paris | 1803 Passavaut, Besancon, Pháp.              | 30 tháng 11 năm 1835 Kinh thành Huế.      | Xử tùng xẻo   |
| 62     | Đa Minh Đinh Đức Mậu            | Linh mục Dòng Đa Minh       | 1808 Phú Nhai, Nam Định.                     | 5 tháng 11 năm 1858 Hưng Yên.             | Xử trảm       |
| 63     | Phanxicô Xaviê Hà Trọng Mậu     | Thầy giảng Dòng Đa Minh     | 1790 Kẻ Diền, Thái Bình.                     | 19 tháng 12 năm 1839 Cổ Mễ, Bắc Ninh.     | Xử giảo       |
| 64     | Philípphê Phan Văn Minh         | Linh mục                    | 1815 Cái Mơn, Vĩnh Long.                     | 3 tháng 7 năm 1853 Đình Khao, Vĩnh Long.  | Xử trảm       |
| 65     | Augustinô Nguyễn Văn Mới        | Giáo dân                    | 1806 Bồ Trang, Nam Định.                     | 19 tháng 12 năm 1839 Cổ Mễ, Bắc Ninh.     | Xử trảm       |
| 66     | Micae Nguyễn Huy Mỹ             | Lý trưởng                   | 1804 Vân Sàng, Ninh Bình.                    | 12 tháng 8 năm 1838 Bảy Mẫu, Nam Định.    | Xử trảm       |
| 67     | Phaolô Nguyễn Văn Mỹ            | Thầy giảng                  | 1798 Kẻ Non, Hà Nam.                         | 18 tháng 12 năm 1838 Sơn Tây.             | Xử giảo       |
| 68     | Giacôbê Đỗ Mai Năm              | Linh mục                    | 1781 Đông Biên, Thanh Hóa.                   | 12 tháng 8 năm 1838 Bảy Mẫu, Nam Định.    | Xử trảm       |
| 69     | Pierre François Néron Bắc       | Linh mục Hội Thừa Sai Paris | 1818 Bornay, Saint-Claude, Pháp.             | 3 tháng 11 năm 1860 Sơn Tây.              | Xử trảm       |
| 70     | Phaolô Nguyễn Ngân              | Linh mục                    | 1771 Kẻ Bền, Thanh Hóa.                      | 8 tháng 11 năm 1840 Bảy Mẫu, Nam Định.    | Xử trảm       |
| 71     | Giuse Nguyễn Đình Nghi          | Linh mục                    | 1771 Kẻ Vồi, Hà Nội.                         | 8 tháng 11 năm 1840 Bảy Mẫu, Nam Định.    | Xử trảm       |
| 72     | Lôrensô Phạm Viết Ngôn          | Giáo dân                    | 1840 Lục Thủy, Nam Định.                     | 22 tháng 5 năm 1862 Nam Định.             | Xử trảm       |
| 73     | Đa Minh Nguyên                  | Giáo dân                    | 1802 Ngọc Cục, Nam Định.                     | 16 tháng 6 năm 1862 Làng Cốc, Nam Định.   | Xử trảm       |
| 74     | Đa Minh Nhi                     | Giáo dân                    | 1822 Ngọc Cục, Nam Định.                     | 16 tháng 6 năm 1862 Làng Cốc, Nam Định.   | Xử trảm       |
| 75     | Đa Minh Trần Duy Ninh           | Giáo dân                    | 1835 Trung Linh, Nam Định.                   | 2 tháng 6 năm 1862 An Triêm, Nam Định.    | Xử trảm       |
| 76     | Emmanuel Lê Văn Phụng           | Trùm họ                     | 1796 Đầu Nước, Cù Lao Giêng.                 | 31 tháng 7 năm 1859 Châu Đốc.             | Xử giảo       |
| 77     | Phêrô Đoàn Công Quí             | Linh mục                    | 1826 Hưng Định, Biên Hòa.                    | 31 tháng 7 năm 1859 Châu Đốc.             | Xử trảm       |
| 78     | Antôn Nguyễn Hữu Quỳnh          | Y sĩ                        | 1768 Mỹ Hương, Quảng Bình.                   | 10 tháng 7 năm 1840 Đồng Hới.             | Xử giảo       |
| 79     | Augustin Schoeffler Đông        | Linh mục Hội Thừa Sai Paris | 1822 Mittelbonn, Nancy, Pháp                 | 1 tháng 5 năm 1851 Sơn Tây.               | Xử trảm       |
| 80     | Giuse Phạm Trọng Tả             | Cai tổng                    | 1800 Quần Cống, Nam Định.                    | 13 tháng 1 năm 1859 Nam Định.             | Xử giảo       |
| 81     | Gioan Baotixita Đinh Văn Thành  | Thầy giảng                  | 1796 Nộn Khê, Ninh Bình.                     | 28 tháng 4 năm 1840 Ninh Bình.            | Xử trảm       |
| 82     | Anê Lê Thị Thành                | Giáo dân                    | 1781 Bái Điền, Thanh Hóa.                    | 12 tháng 7 năm 1841 Nam Định.             | Chết trong tù |
| 83     | Nicôla Bùi Đức Thể              | Binh sĩ                     | 1792 Kiên Trung, Nam Định.                   | 12 tháng 6 năm 1839 Thừa Thiên.           | Xử lăng trì   |
| 84     | Phêrô Trương Văn Thi            | Linh mục                    | 1763 Kẻ Sở, Hà Nội.                          | 21 tháng 12 năm 1839 Ô Cầu Giấy.          | Xử trảm       |
| 85     | Giuse Lê Đăng Thị               | Cai đội                     | 1825 Kẻ Văn, Quảng Trị.                      | 25 tháng 10 năm 1860 An Hòa, Thừa Thiên.  | Xử giảo       |
| 86     | Tôma Trần Văn Thiện             | Chủng sinh                  | 1820 Trung Quán, Quảng Bình.                 | 21 tháng 9 năm 1838 Thành cổ Quảng Trị.   | Xử giảo       |
| 87     | Luca Phạm Trọng Thìn            | Cai tổng                    | 1819 Quần Cống, Nam Định.                    | 13 tháng 1 năm 1859 Nam Định.             | Xử giảo       |
| 88     | Máctinô Tạ Đức Thịnh            | Linh mục                    | 1760 Kẻ Sét, Hà Nội.                         | 8 tháng 11 năm 1840 Bảy Mẫu, Nam Định.    | Xử trảm       |
| 89     | Máctinô Thọ                     | Trùm họ                     | 1787 Kẻ Báng, Nam Định.                      | 8 tháng 11 năm 1840 Bảy Mẫu, Nam Định.    | Xử trảm       |
| 90     | Anrê Nguyễn Kim Thông (Thuông)  | Giáo dân                    | 1790 Gò Thị, Bình Định.                      | 15 tháng 7 năm 1855 Mỹ Tho.               | Chết trong tù |
| 91     | Phêrô Thuần                     | Giáo dân                    | 1802 Đông Phú, Thái Bình.                    | 6 tháng 6 năm 1862 Nam Định.              | Thiêu sống    |
| 92     | Phaolô Lê Bảo Tịnh              | Linh mục                    | 1793 Trinh Hà, Thanh Hóa.                    | 6 tháng 4 năm 1857 Bảy Mẫu, Nam Định.     | Xử trảm       |
| 93     | Đa Minh Toại                    | Giáo dân                    | 1811 Nam Hải, Thái Bình.                     | 5 tháng 6 năm 1862 Nam Định.              | Thiêu sống    |
| 94     | Tôma Toán                       | Thầy giảng Dòng Đa Minh     | 1767 Cần Phán, Thái Bình.                    | 27 tháng 6 năm 1840 Nam Định.             | Chết rũ tù    |
| 95     | Đa Minh Trạch (Đoài)            | Linh mục Dòng Đa Minh       | 1772 Ngoại Vối, Nam Định.                    | 18 tháng 9 năm 1840 Bảy Mẫu, Nam Định.    | Xử trảm       |
| 96     | Emmanuel Nguyễn Văn Triệu       | Linh mục                    | 1756 Kim Long, Huế.                          | 17 tháng 9 năm 1798 Bãi Dâu, Thừa Thiên.  | Xử trảm       |
| 97     | Anrê Trần Văn Trông             | Binh sĩ                     | 1808 Kim Long, Huế.                          | 28 tháng 11 năm 1835 An Hoà, Thừa Thiên.  | Xử trảm.      |
| 98     | Phêrô Vũ Văn Truật              | Thầy giảng                  | 1816 Kẻ Thiếc, Hưng Hóa.                     | 18 tháng 12 năm 1838 Sơn Tây.             | Xử giảo       |
| 99     | Phanxicô Trần Văn Trung         | Cai đội                     | 1825 Phan Xá, Quảng Trị.                     | 2 tháng 5 năm 1858 An Hoà, Thừa Thiên.    | Xử trảm       |
| 100    | Giuse Tuân                      | Linh mục Dòng Đa Minh       | 1821 Trần Xá, Hưng Yên.                      | 30 tháng 4 năm 1861 Hưng Yên.             | Xử trảm       |
| 101    | Giuse Trần Văn Tuấn             | Giáo dân                    | 1825 Nam Điền, Nam Định.                     | 7 tháng 1 năm 1862 Nam Định.              | Xử trảm       |
| 102    | Phêrô Nguyễn Bá Tuần            | Linh mục                    | 1766 Ngọc Đồng, Hưng Yên.                    | 15 tháng 7 năm 1838 Nam Định.             | Chết rũ tù    |
| 103    | Giuse Phạm Quang Túc            | Thiếu niên                  | 1843 Hoàng Xá, Hưng Yên.                     | 1 tháng 6 năm 1862 Hưng Yên.              | Xử trảm       |
| 104    | Phêrô Lê Tùy                    | Linh mục                    | 1773 Bằng Sở, Hà Đông.                       | 11 tháng 10 năm 1833 Quán Bàu, Nghệ An.   | Xử trảm       |
| 105    | Phêrô Nguyễn Văn Tự             | Linh mục Dòng Đa Minh       | 1796 Ninh Cường, Nam Định.                   | 5 tháng 9 năm 1838 Bắc Ninh.              | Xử trảm       |
| 106    | Phêrô Nguyễn Khắc Tự            | Thầy giảng                  | 1811 Bình Hòa, Ninh Bình.                    | 10 tháng 7 năm 1840 Đồng Hới.             | Xử giảo       |
| 107    | Đa Minh Vũ Đình Tước            | Linh mục Dòng Đa Minh       | 1775 Trung Lao, Nam Định.                    | 2 tháng 4 năm 1839 Nam Định.              | Tra tấn       |
| 108    | Anrê Tường                      | Giáo dân                    | 1812 Ngọc Cục, Nam Định.                     | 16 tháng 6 năm 1862 Làng Cốc, Nam Định.   | Xử trảm       |
| 109    | Vinh Sơn Tường                  | Giáo dân                    | 1814 Ngọc Cục, Nam Định.                     | 16 tháng 6 năm 1862 Làng Cốc, Nam Định.   | Xử trảm       |
| 110    | Đa Minh Bùi Văn Úy              | Thầy giảng Dòng Đa Minh     | 1801 Tiền Môn, Thái Bình.                    | 19 tháng 12 năm 1839 Cổ Mễ, Bắc Ninh.     | Xử giảo       |
| 111    | Giuse Nguyễn Đình Uyển          | Thầy giảng Dòng Đa Minh     | 1775 Ninh Cường, Nam Định.                   | 4 tháng 7 năm 1838 Hưng Yên.              | Chết rũ tù    |
| 112    | Phêrô Đoàn Văn Vân              | Thầy giảng                  | 1780 Kẻ Bói, Hà Nam.                         | 25 tháng 5 năm 1857 Sơn Tây.              | Xử trảm       |
| 113    | Jean Théophane Vénard Ven       | Linh mục Hội Thừa Sai Paris | 1829 St. Loup-sur-Thouet, Poitiers, Pháp.    | 2 tháng 2 năm 1861 Ô Cầu Giấy.            | Xử trảm       |
| 114    | Giuse Đặng Đình Viên            | Linh mục                    | 1787 Tiên Chu, Hưng Yên.                     | 21 tháng 8 năm 1838 Bảy Mẫu, Nam Định.    | Xử trảm       |
| 115    | Stêphanô Nguyễn Văn Vinh        | Giáo dân                    | 1814 Bồ Trang, Nam Định.                     | 19 tháng 1 năm 1839 Cổ Mễ, Bắc Ninh.      | Xử giảo       |
| 116    | Đa Minh Nguyễn Văn Xuyên        | Linh mục Dòng Đa Minh       | 1786 Hưng Lập, Nam Định.                     | 26 tháng 11 năm 1839 Bảy Mẫu, Nam Định.   | Xử trảm       |
| 117    | Vinh Sơn Đỗ Yến                 | Linh mục Dòng Đa Minh       | 1764 Trà Lũ, Nam Định.                       | 30 tháng 6 năm 1838 Hải Dương.            | Xử trảm       |

- Ghi chú: Tên trong bảng trên được viết theo nguyên tắc: Tên Thánh tử đạo người ngoại quốc được viết theo tên gốc của họ, kèm theo tên tiếng Việt mà họ chọn khi truyền giáo. Tên Thánh tử đạo người Việt được viết: tên Thánh (phiên âm thông dụng) kèm theo họ và tên.

## Dư luận ngày tuyên thánh
Khi được tin về việc tuyên thánh, chính phủ Việt Nam lên tiếng phản đối vì cho rằng trong số những người sẽ được tuyên thánh, có nhiều người bị cho là tay sai của đế quốc. Tuy nhiên họ là những tín hữu đã chết vì lý do tín ngưỡng, họ bị hành quyết bởi bản án do chính tay vua, hay đại diện triều đình thời đó ký nhận. Không có bằng chứng nào cho thấy bản án này có liên quan đến chính trị, ngược lại, chỉ trưng ra lý do duy nhất: các giám mục, linh mục trong số bị kết án vì họ là đạo trưởng (giáo sĩ), các tín hữu (giáo dân) bị kết án vì họ không chịu bỏ đạo Công giáo, không chịu bước qua cây thập giá. Nói cách khác, lý do được công khai tuyên bố có tính cách hoàn toàn tôn giáo.
Hà Nội khi đó nhận định, việc tuyên thánh này sẽ làm cho mối liên lạc giữa chính quyền và Giáo hội Công giáo tại Việt Nam, cũng như mối quan hệ giữa Việt Nam và Vatican thêm căng thẳng. Đài tiếng nói Việt Nam đọc lệnh của chính phủ, cấm người Công giáo cử hành lễ tuyên thánh này. Các Giám mục lẫn giáo dân Việt Nam cũng không được chính quyền cho phép sang Vatican dự lễ. Trong khi đó, khoảng hơn 10 ngàn người Công giáo Việt Nam ở hải ngoại (chủ yếu sau sự kiện thuyền nhân), nhiều người từ Pháp, Tây Ban Nha đã đến Vatican để dự lễ vì trong số người được tuyên thánh có đồng hương và đồng bào của họ.
Theo lời Đức Ông Vinh Sơn Trần Ngọc Thụ - cáo thỉnh viên án tuyên thánh này thì: theo thông lệ, khi xin nhật kì tuyên thánh, bao giờ cũng phải dự tính sẵn 3 ngày, để đề phòng trường hợp Tòa Thánh đã có chương trình xếp đặt nào khác thì phải thay đổi theo. Lễ tuyên thánh Việt Nam đã xin vào ngày 29 tháng 6 năm 1988 - trùng lễ kính hai Thánh Phêrô và Phaolô, nhưng người ta khuyến cáo không nên chọn vào ngày đó vì sẽ bị lễ hai Thánh quá lừng danh này lấn át mất. Sau đó có dự tính chuyển sang ngày Chủ nhật 26 tháng 6 nhưng cũng không ổn, vì hôm đó Giáo hoàng phải đi công du bên nước Áo. Chỉ còn ngày Chủ nhật 19 tháng 6, nghĩa là xếp trước cuộc công du của Giáo hoàng một tuần lễ, vì trước và sau ngày đó không còn cách nào khác. Đây là lý do duy nhất và dễ hiểu cho việc chọn ngày lễ tuyên thánh tử đạo Việt Nam là ngày 19 tháng 6, chứ không hề có chuyện nghĩ tới việc kỉ niệm ngày thành lập Quân lực Việt Nam Cộng hòa.

## Các trường hợp mới được phong

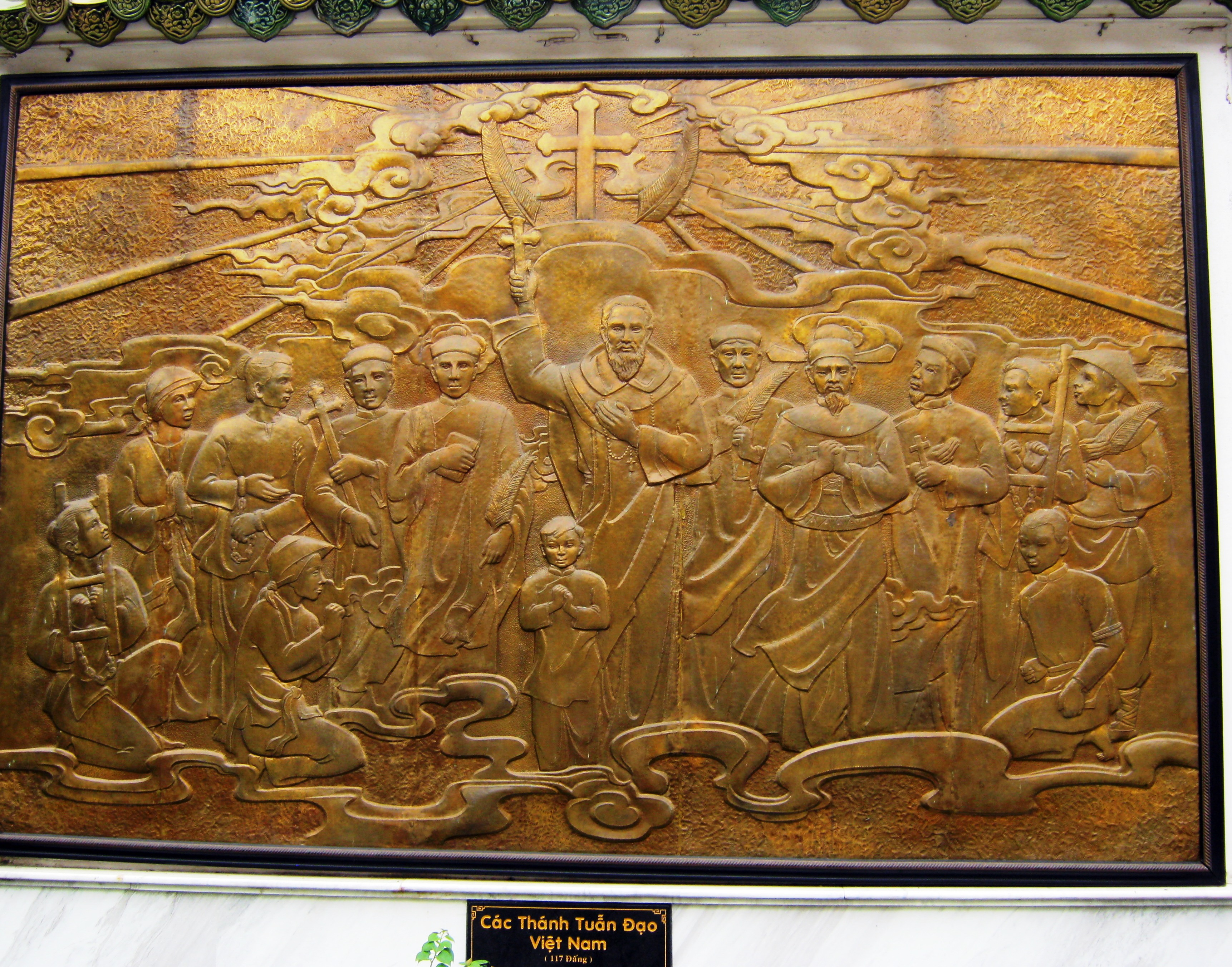
Phù điêu các Thánh tử đạo Việt Nam tại nhà thờ Cha Tam (Thành phố Hồ Chí Minh)

Ngày 5 tháng 3 năm 2000, Giáo hoàng Gioan Phaolô II đã tôn phong thầy giảng Anrê Phú Yên lên bậc chân phước. Thầy Anrê sinh năm 1625 tại tỉnh Phú Yên, được cha Đắc Lộ (Alexandre de Rhodes) rửa tội năm 15 tuổi, tử đạo ngày 26 tháng 7 năm 1644 bằng hình thức đâm và xử trảm. Thầy được coi như là vị tử đạo đầu tiên của Giáo hội Công giáo tại Việt Nam.

## Các trường hợp đang được xem xét
Hiện nay, hơn 10 ngàn hồ sơ tuyên thánh của các tín hữu Công giáo Việt Nam đang được lưu giữ trong văn phòng của Thánh Bộ Tuyên Thánh ở Vatican.
Ngoài ra từ năm 2012, cuộc điều tra tuyên Thánh cấp giáo phận cho linh mục Phanxicô Xaviê Trương Bửu Diệp bắt đầu được tiến hành. Ông chịu tử đạo ngày 12 tháng 3 năm 1946 tại giáo họ Tắc Sậy, giáo phận Cần Thơ, thuộc xã Tân Phong, Giá Rai, Bạc Liêu. Ngày 31 tháng 10 năm 2014, Bộ Giáo lý Đức tin ra tuyên bố nihil obstat (không có gì ngăn trở) chấp thuận việc tiến hành hồ sơ tuyên thánh cho ông.

## Các trường hợp đang được xúc tiến nhưng không phải tử đạo
- Ngày 26 tháng 3 năm 1997, Hội Thân hữu Thầy Văn (Les Amis de Van) tại Belley-Ars, Pháp đã bắt đầu mở án tuyên chân phước và tuyên thánh cho thầy Marcel Nguyễn Tân Văn. Nếu được công nhận, ông sẽ là vị Thánh hiển tu đầu tiên của châu Á.
- Ngày 22 tháng 10 năm 2010, tại Rôma, Hội đồng Tòa Thánh về Công lý và Hòa bình đã bắt đầu tiến trình xin tuyên chân phước và tuyên thánh cho vị Tôi tớ Chúa là Hồng y Phanxicô Xaviê Nguyễn Văn Thuận.

## Hình ảnh

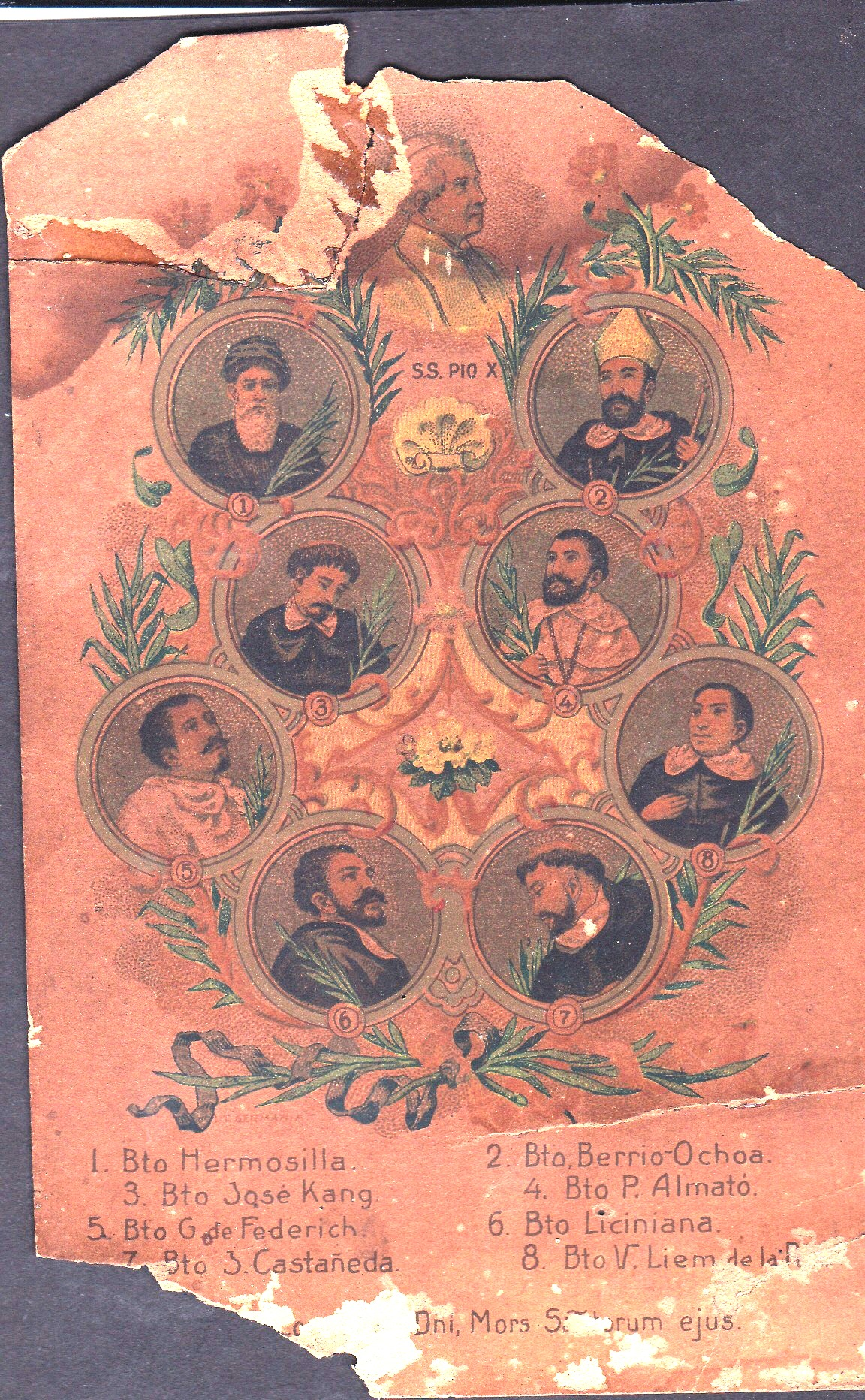
Thẻ cầu nguyện năm 1906 vẽ hình các chân phước tử đạo Việt Nam được phong dưới thời Giáo hoàng Piô X
Cuộc tử đạo của Thánh Phêrô Hoàng Khanh
Cuộc tử đạo của Thánh Giuse Marchand Du